# Chase films
Pour les articles homonymes, voir Chase Films (homonymie).

Les chase films (terme anglais parfois traduit par films de poursuite) sont des films britanniques tournés dans les premières années du XXe siècle, qui s’appuient sur l'esthétique des films documentaires de Louis Lumière pour filmer, le plus souvent en extérieurs naturels, des œuvres de fiction à base de poursuites échevelées, inaugurant ainsi l'un des genres majeurs du cinéma : le film d’action.

## Un objet nouveau: la voiture
C’est le premier réalisateur anglais de l'histoire, le Londonien Robert William Paul, qui tourne un film en plein air, dans un décor naturel célèbre : Piccadilly Circus, avec sa fontaine de Lord Shaftesbury, autour de laquelle évolue dangereusement une voiture conduite par des casse-cou. C’est Une course folle en auto dans Piccadilly Circus, qui n’est pas à proprement parler un film de poursuite mais qui va inspirer d’autres créateurs britanniques. N’oublions pas que la voiture, dans sa version courante, celle que les spectateurs du cinéma pouvaient découvrir dans la rue, avait à peine dix ans d’existence en 1900. Une automobile était en soi un spectacle.
Mais c’était aussi un danger public, reconnu par tout un chacun. Ce n’est donc pas par hasard si le fils d’un projectionniste de lanterne magique, Cecil Hepworth, réalise à son tour en 1900 deux films humoristiques dont le sujet principal est la voiture en tant qu’objet dangereux et potentiellement mortel. Le premier, How It Feels to Be Run Over (Ce qu'on ressent quand on se fait écraser), annonce Benny Hill et les Monty Python, dans un « nonsense » typiquement britannique. « La caméra filme une route de campagne dans sa perspective. De l’horizon arrive tranquillement une calèche tirée par un cheval, qui passe au large. Puis une automobile surgit à son tour, les passagers klaxonnent et gesticulent pour prévenir du danger mais le conducteur, lui, vise consciencieusement la caméra, c’est-à-dire le regard du spectateur. Le capot grossit et envahit le cadre, tout devient noir… Et apparaissent, écrits en lettres blanches, des mots égrenés un par un. « Oh ! / Mother / will / be / pleased ! » ("C’est ma mère qui va être contente !"). Cette inscription drolatique et post-mortem confirme, à un public qui découvre le cinéma, qu’une prise de vues suppose une caméra et un opérateur pour l’actionner, un personnage essentiel mais hors-champ. »
Le deuxième film est plus simpliste mais plus drôle : Explosion of a Motor Car (Explosion d'une automobile). Dans une rue calme, une voiture, conduite par un gentleman transportant des passagères, s’avance vers la caméra et explose soudain (arrêt de caméra avec substitution). Un policier accourt et observe le ciel avec une longue-vue, puis s’écarte prudemment. Retombent alors en morceaux les occupants du véhicule. Le policier sort aussitôt un carnet et note scrupuleusement l’état des restes humains. 
Ce qui est nouveau dans ces deux films, c’est l’ouverture en profondeur de champ de la scène. La route de campagne paisible, la petite rue calme, sont filmées dans leur perspective, et donne à ces courtes scènes, bien que burlesques, une impression de réalité (et non pas de vérité). Le décor est vaste, et le réalisateur joue avec cet espace. C’est l’école de Louis Lumière qui, en habile photographe qu’il était, utilisait la profondeur de champ que les objectifs de l’époque obtenaient de par leur construction. Le plus fameux exemple, qu’ont dû méditer les cinéastes anglais, est L'Arrivée d'un train en gare de La Ciotat (1896), où l’enfilade du quai offre en spectacle, divers mouvements des voyageurs et des employés du chemin de fer, mais la plupart des « vues photographiques animées », ainsi que les frères Lumière appelaient leurs bobineaux impressionnés, sont construits sur ce modèle de la profondeur et de la structuration du cadrage selon la diagonale du champ, ainsi que la définissent les historiens du cinéma Marie-France Briselance et Jean-Claude Morin.  
En 1903, Alfred Collins, un Anglais qui travaille pour la filiale londonienne de Gaumont, réalise dans Mariage en auto (The Runaway Match) une véritable poursuite automobile en passant d'un véhicule (poursuivi) à l'autre (poursuivant), montage encore jamais vu à l'époque, et il est obligé, pour que le public comprenne la simultanéité et le sens des plans mis bout à bout, d'indiquer le passage d'une voiture à l'autre, par des intertitres : "voiture poursuivie", "voiture des poursuivants". Car le père de la future mariée est opposé à ce mariage, ce qui oblige le jeune prétendant à enlever sa belle à l’aide d’une voiture. Le film est d’ailleurs également connu sous le titre mi-anglais, mi-français : Elopement a la mode (Enlèvement à la mode).
En 1906, Walter R. Booth tourne pour R. W. Paul un film étrange, The ? Motorist (L’Automobiliste mystère), qui mélange deux genres : le film de poursuite en plein air, dans cette nouvelle tradition britannique, et l’envolée fantaisiste à la façon de Georges Méliès. Mais à l’époque, les films de Méliès et Paul n’avaient déjà plus la faveur du public. « L’ancêtre du cinéma britannique, Robert William Paul, avait persévéré, comme Méliès, dans une formule dépassée et ne survécut pas à la décadence du cinéma forain. »

## Aux trousses des voyous
En 1900, James Bamforth réalise un remake, parmi tant d’autres, de L'Arroseur arrosé, intitulé The Biter Bit, connu également sous le titre plus transparent de A Joke on the Gardener (On se moque du jardinier). « Louis Lumière avait structuré l’action dans la largeur du cadre, sur la base du tuyau d’arrosage qui s’étale de gauche à droite, mettant en place le modèle de la prise de vue orthogonale », du moins en France et en ce qui concerne la fiction, puisque Louis Lumière a spontanément utilisé dans ses vues documentaires la composition en diagonale, dès La Sortie de l'usine Lumière à Lyon, où le personnel se déplace en diagonale dès lors qu’il franchit la porte de l’usine. De la même façon, « James Bamforth structure l’action dans la profondeur, en suivant une diagonale. Le farceur est au premier plan, le jardinier arroseur est au second plan, le tuyau serpente de l’un à l’autre, en diagonale. Au fond, un second jardinier qui pousse une tondeuse à gazon ferme la composition. Quand le farceur plie le tuyau pour interrompre l’arrivée d’eau, il regarde d’un air complice dans la direction de la caméra, donc du spectateur, renforçant la sensation de profondeur en incluant le hors-champ de derrière la caméra. »
Le film de James Bamforth est, comme ceux de Louis Lumière, composé d’une seule vue, un seul plan.  Mais Bamforth fait profiter l’action de cette composition en diagonale. C’est logique, en géométrie, les diagonales d’un trapèze (représentant le champ de la caméra dans sa profondeur, la plus petite base parallèle étant la largeur du photogramme sur la pellicule, la plus grande étant la largeur de "l'horizon" en termes de mise au point) sont plus longues que l’un ou l’autre de ces deux bases. La poursuite peut ainsi se développer sur un plus long parcours lors d’une prise de vues. Bamforth utilise aussi avec habileté la présence d’un petit conifère planté au centre du cadrage, autour duquel s’enroule la poursuite. « La mise en scène en diagonale permet le redoublement de l’action qui nous apparaît alors plus riche, et surtout plus longue, que la poursuite et la fessée de Louis Lumière. Et pourtant les deux films ont exactement la même durée. »
En 1901, les Chase Films s’adaptent aux découvertes de l’École de Brighton, et déroulent leur action sur plusieurs plans dans différents lieux, selon le découpage de l’espace et du temps et le montage alterné qu’a découverts George Albert Smith en 1900 avec La Loupe de grand-maman. C’est James Williamson, un autre cinéaste de l’École de Brighton, qui réalise Stop Thief ! (Au voleur !), un titre tout à fait explicite. Le ton est plutôt humoristique. Un vagabond dérobe un gigot que porte un garçon-boucher, et s’enfuit, poursuivi par la victime. Ils passent en trombe dans une rue de village où deux femmes et des enfants les regardent en riant. Le voleur pénètre dans un champ où il se cache avec le gigot à l’intérieur d’une grosse barrique. Des chiens de diverses races sautent à leur tour dans le tonneau. Le garçon-boucher arrive, retire un par un les chiens et enfin extrait le voleur. Mais il lui reste encore une chose à rattraper, son précieux gigot. Il se penche alors d’une manière acrobatique au-dessus de la barrique et en retire un os nu : les chiens ont fait leur affaire du gigot. 
Ce film est le point de départ de plusieurs autres films de poursuite, tous réalisés par des Britanniques, et dont le succès étonnant va trouver son écho en Europe, notamment en France, avec Ferdinand Zecca, qui imite avec constance et intelligence les découvertes anglaises, et aussi aux États-Unis, avec Edwin Stanton Porter, qui s’inspire très largement des scénarios britanniques et de leur style de narration. Mais également, plus tard, en 1908, avec D. W.  Griffith, dont la première réalisation est un habile Chase Film américain.
En 1903, Frank Mottershaw, photographe à Sheffield, au nord de l’Angleterre, envoie l’un de ses fils travailler à Londres avec R. W.  Paul qui le forme à la prise de vues animées. À son retour à Sheffield, les Mottershaw se lancent dans une production artisanale de films et adoptent aussitôt la formule Chase Films. Ils sont à l’origine du plus grand succès de la poursuite : L’Attaque d’une diligence au siècle dernier (Robbery of the Mail Coach) où le célèbre Jack Sheppard, bandit de grands chemins mais parfait gentleman du XVIIIe siècle, dévalise les passagers d’une diligence pour donner aux pauvres. Pris en chasse avec son complice par deux gendarmes, ils tentent de se réfugier dans une auberge, s’échappent en s’envolant dans les airs à l’aide d’une corde, galopent dans la campagne, se réfugient dans un arbre où les gendarmes les aperçoivent. Les deux brigands sont tués sans pitié, et leurs dépouilles tombent au pied des hommes de Loi (en réalité Jack Sheppard fut condamné à la pendaison).
Ce film inspire E. S. Porter qui réalise en 1903 le premier western du cinéma américain, Le Vol du grand rapide (The Great Train Robbery), où les bandits finissent tout aussi lamentablement, mais avec l’excuse pour les adjoints du shérif, que les malfrats ont abattu l’un des passagers qui tentait de fuir, et méritent donc d’être abattus à leur tour sans sommation. Cette adaptation du scénario souligne les différences entre la loi anglaise et les lois des États-Unis. 
Frank Mottershaw tourne également en 1903 « un autre film poursuite, Daring Daylight Burglary (Audacieux cambriolage en plein jour), (qui) eut une moins lointaine postérité, mais fut largement imité par les contemporains. » Dans ce film, les péripéties sont également nombreuses. La poursuite débute sur le toit de la maison cambriolée où le bandit affronte un policier et le fait chuter du toit. Tandis qu’une ambulance providentielle se charge de la dépouille, plusieurs policiers se lancent à la poursuite de l’assassin qui finit par leur échapper en montant dans un train au départ que ses poursuivants ne peuvent ni prendre à leur tour ni arrêter. Mais l’homme est attendu à la gare suivante où il est ceinturé par un policier qui le menotte devant des voyageurs ébahis qui, de toute évidence, ne savaient pas qu’il s’agissait d’un tournage de film…
Cinq ans auparavant, en 1898, la réalisatrice française Alice Guy avait tourné Les Cambrioleurs, un film qui se déroulait entièrement sur des toits de maisons, une poursuite entre deux voleurs et deux gendarmes. Mais ce film primitif n’a aucun point commun avec celui de Frank Mottershaw. Alice Guy réalise sa pantalonnade devant un décor à la Georges Méliès, toile peinte et carton-pâte, avec une position de caméra qui s’identifie au regard d’un spectateur de théâtre. On est loin du réalisme du film anglais, avec son découpage en plans et une recherche de la continuité dramatique.
Une autre famille anglaise, les Haggar, se lancent à leur tour, sous un chapiteau itinérant, dans la projection de films (peut-être ceux de Louis Lumière) au Pays de Galles, où ils engrangent de bons bénéfices. Malheureusement, une grande grève des mineurs gallois éclate en 1898, endettant la famille et incitant William Haggar à se lancer directement dans la production de films, dès 1901, sous l’étiquette Haggar and Sons, distribués sur le continent par les établissements Gaumont. En 1903, il réalise un film étonnant : Combat acharné de deux braconniers (Desperate Poaching Affray). Découpage technique en plans, panoramique, champ-contrechamp, diagonale du champ, tout ce qui est à la base du cinéma moderne naissant est présent dans ce film. La conviction de l’interprétation souligne la violence de l’action, les deux braconniers n’hésitent pas à tirer sur leurs poursuivants, tuant l’un d’entre eux. Ils sont enfin appréhendés après une scène de bagarre très réussie dans un plan d’eau. 
William Haggar se spécialise dans les films violents. En 1904, il réalise The Bather's Revenge (La Revanche des baigneurs, où un gang de nageurs jette à l’eau (et noie) un couple d’amoureux installés sur « leur » plage. En 1905, il tourne La Vie de Charles Peace, un assassin célèbre dont Walter Haggar, le fils de William, incarne le personnage (sa propre mère jouant celui de la mère de Charles Peace…). Les Haggar produisent une trentaine de titres dont seuls quatre films, dont les trois cités ci-dessus, ont été préservés du recyclage des pellicules en nitrate de cellulose (celluloïd), hautement inflammables.
Le plus célèbre des Chase Films est certainement celui qui a été produit par le Britannique Cecil Hepworth en 1905, Sauvée par Rover (Rescued by Rover), réalisé par Lewin Fitzhamon. Il rencontre un succès planétaire, « à tel point qu’il sera tourné deux autres fois, avec des plans identiques, pour permettre le tirage de plusieurs centaines de copies à une époque où l’on tirait directement d’après le négatif original qui se fatiguait assez vite des passages répétés dans la machine. » L’histoire est simple : un chien (un collet) retrouve la fillette qu’une mendiante frustrée et pocharde a dérobée à sa nourrice, et il conduit son maître au galetas de la misérable femme. Ce film n'est pas un film de poursuite avec des courses entre un poursuivi et un poursuivant, mais le jeu du chat et de la souris existe cependant puisqu'il s'agit de retrouver la trace de la kidnappeuse. Ce film a influencé selon ses propres paroles le cinéaste américain D. W. Griffith pour écrire et réaliser son premier film : Les Aventures de Dollie. Sauvée par Rover ne compte pas moins de 22 plans (23 dans certaines copies) pour une durée d’un peu moins de cinq minutes, cela fait en moyenne 13 secondes par plan, un record de brièveté à l’époque.
« Lewin Fitzhamon et Cecil Hepworth osent contrevenir aux habitudes de l’époque, leur récit revient en effet plusieurs fois sur la même trilogie de décors, la rue pavée, le cours d’eau, la cité ouvrière. Rover parcourt une première fois ces trois décors pour retrouver le bébé. Il emprunte le même chemin, mais dans l’autre sens, pour revenir chez ses maîtres. Ensuite, il prend le même itinéraire, accompagné par le père. Ce chemin identifiable par le spectateur balise la distance à franchir, et crée le temps qui retarde la résolution du problème, ce qui permet le suspense. Les cinéastes se gardent bien de montrer le retour, par le même chemin, du maître et du chien avec le bébé retrouvé, et c’est bien vu car il n’est plus besoin de parcourir de l’espace pour créer du temps, donc du suspense, puisque tout est bien qui finit bien. »
Déplacer sa caméra est autant un choix affectif et moral qu’un choix esthétique. À preuve, James Williamson, avec son Notre nouveau jeune commis (Our New Errand Boy), un amusant Chase Film de 5 minutes, tourné en 1905 avec son fils Tom « qui tient le premier rôle et qui termine le film dans un magnifique plan cadré à mi-poitrine, en plan rapproché, où il rit à pleine gorge des bonnes farces qu’il a fait subir aux clients de son patron, un épicier joué par James Williamson lui-même. Par le plan serré de ce gamin enjoué exhibant ses dents de lait décimées, filmé par un père affectueux, les cinéastes anglais posent la question de l’identification du spectateur aux personnages. »